# Johannes Vagedes
Johannes Vagedes (* im 16. Jahrhundert in Münster; † 18. Juni 1663 ebenda) war ein deutscher römisch-katholischer Theologe, Domvikar zu Paderborn und Generalvikar im Bistum Münster.

## Leben
Johannes Vagedes war ein Sohn des münsterischen Sekretärs und fürstbischöflichen Fiskals Arnold Vagedes, der ein Schwager des münsterischen Weihbischofs Johannes Pelcking war.
Am 11. Mai 1606 wurde er mit der Tonsur auf ein geistliches Leben vorbereitet und absolvierte ein Studium der Theologie, das er mit dem Grad licentiatus theologiae abschloss. Seit 1618 im Besitz eines Kanonikats zu St. Martini in Münster, erhielt er am 9. Juni 1629 die Weihe zum Subdiakon. Von 1624 bis 1636 wirkte er als Pfarrer in Boke im  Bistum Paderborn.
Am 19. Juli 1646 wurde er vom Kölner Kurfürsten Ferdinand von Bayern, der zugleich Fürstbischof von Münster war, unter Hinweis auf das hohe Alter des (noch amtierenden) Generalvikars Johannes Nikolaus Claessens zum Generalvikar ernannt. Zu seiner Qualifikation verlieh ihm der Kurfürst am 4. September 1646 im Episkopalvikarie im münsterischen Dom, die er am 7. November in Besitz nahm.
Nach seiner Regierungsübernahme im Jahre 1651 bestätigte Fürstbischof Christoph Bernhard von Galen Vagedes in seinem Amt.
In dem Machtkampf zwischen dem Bischof und der Stadt Münster, der sich über Jahre erstreckte, hielt sich Vagedes relativ neutral. Gelegentlich machte er sich zu ihrem Fürsprecher und zeigte Sympathien für die Stadt, was den Unwillen des Fürstbischofs nach sich zog.
Galen ließ früh erkennen, den Machtbereich Vagedes’ einzuschränken. Dabei kamen ihm die Klagen des Generalvikars über Altersbeschwerden gelegen, um seinen Amtsbereich auf das Gebiet der Stadt Münster zu beschränken. Diese zweiteilige Verwaltung des Generalvikariats dauerte bis 1661.
Auch das Amt des Sieglers wurde ihm entzogen, obwohl sein Einschreiten gegen die Konkubinier und die  Vernachlässigung der Residenzpflicht sowie sein Einsatz für die Errichtung eines Priesterseminars keinen Anlass für Tadel gaben.
In dem Verhältnis Domkapitel / Fürstbischof stand Vagedes auf der Seite des Bischofs.
Er bekleidete außerdem  das Amt des Domvikars zu Paderborn. In dieser Funktion unterstützte er das Domkapitel bei seinen Aufgaben am Dom zu Paderborn.
Vagedes wurde am 26. Juni 1663 in der Martinikirche Münster beigesetzt.